# Mare Crisium

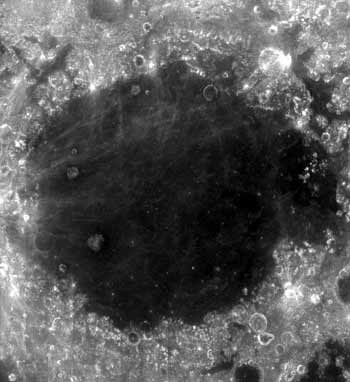
Mare Crisium

Mare Crisium (Latijn: zee der gevaren) is een mare in het oostelijk gebied van de naar de Aarde toegekeerde kant van de Maan.

## Beschrijving
Mare Crisium is gevormd in het gelijknamige inslagbekken, dat gevormd werd in de tijdperken Nectarium of Prenectarium (4,55 tot 3,85 miljard jaar geleden). De mare is ongeveer 605 km in diameter en heeft een oppervlakte van 176.000 km2. Het mare-oppervlak is erg vlak met naar de rand toe een ring van mareruggen. In het zuiden bevinden zich zogenaamde ghost craters, inslagkraters die grotendeels zijn begraven onder ander materiaal.

## Locatie

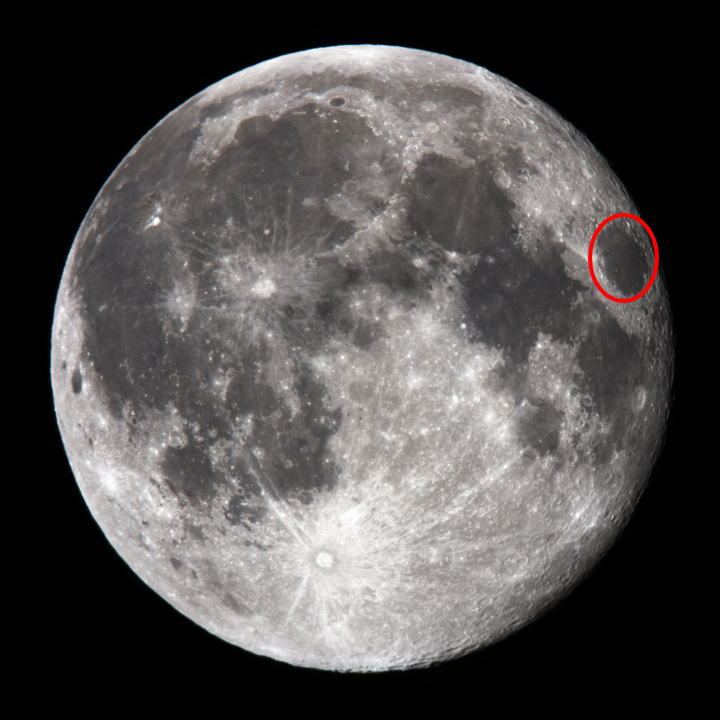
De locatie van Mare Crisium

Mare Crisium bevindt zich ten noordoosten van de grotere Mare Tranquillitatis. Deze mare wordt in het zuidoosten ingesneden door een "schiereiland" dat Promontorium Agarum genoemd wordt. Aan de westelijke rand van de mare ligt de ghost crater Yerkes, en ten oosten daarvan de krater Picard, en ten noordwesten van Picard de krater Peirce. Ten noordoosten van de Mare Crisium ligt de Mare Anguis.

## Benamingen
De benaming Mare Crisium is afkomstig van de Italiaanse astronoom Giovanni Battista Riccioli (1598-1671). Johannes Hevelius gaf het inslagbekken de benaming Palus Maeotis. Reeds voor Riccioli en Hevelius gaf Michael van Langren het de benaming Mare Caspium (De Moura), naar de Kaspische Zee. De allereerste benaming is afkomstig van William Gilbert die het de benaming Brittannia gaf, naar Brittannië.

### Bergketens
Johannes Hevelius gaf aan de noordelijke rand van Mare Crisium de benaming Montes Alani. De zuidwestelijke rand noemde hij Montes Corax. De Britse selenograaf William Radcliffe Birt (1804-1881) gaf aan een gedeelte nabij de zuidwestelijke rand van Mare Crisium de benaming Coxwell mountains, vernoemd naar de Engelse aeronaut Henry Tracey Coxwell (1819-1900), piloot van de Engelse meteoroloog James Glaisher (1809-1903), naar wie een krater in de nabijheid werd vernoemd en officieel werd goedgekeurd door de Internationale Astronomische Unie (IAU).

### Kraters
Niet erkende namen van kraters op de vloer van Mare Crisium:
- Cooke (Eimmart C). De naam van deze ondiepe ringvormige krater nabij de noordrand van Mare Crisium werd gegeven door de Welshe maanwaarnemer en selenograaf Hugh Percy Wikins (1896-1960) naar de Engelse amateur astronoom S.R.B.Cooke, maar werd door de Internationale Astronomische Unie (IAU) onofficieel verklaard en terug Eimmart C genoemd.
- Graham (Peirce B). De naam van deze komvormige krater net ten noorden van krater Peirce werd, evenals Cooke, gegeven door Hugh Percy Wilkins, naar, vermoedelijk, de Ierse astronoom Andrew Graham (1815-1908), ontdekker van de asteroide 9 Metis. De naam Graham werd echter niet erkend door de IAU. Deze krater heette aanvankelijk Peirce B, maar kreeg uiteindelijk de naam Swift, naar de Amerikaanse astronoom Lewis A. Swift (1820-1913).

### Mareruggen
Enkele mareruggen op de vloer van Mare Crisium hebben, na het beeindigen van het Apolloprogramma in 1972, officieel erkende namen gekregen. Deze namen werden gegeven omdat, gedurende de missies van Apollo 15 en Apollo 17, Mare Crisium vanuit orbit in detail werd gefotografeerd en omdat, aan de hand van deze hogeresolutiefoto's, de zeer gedetailleerde Lunar Topographic Orthophotomaps (LTO) werden samengesteld.
De mareruggen van Mare Crisium die een officieel erkende naam hebben gekregen:
- Dorsa Harker (in het oostelijk gedeelte van Mare Crisium, vernoemd naar de Britse petroloog Alfred Harker).
- Dorsum Oppel (in het noordwestelijk gedeelte van Mare Crisium, vernoemd naar de Duitse paleontoloog Albert Oppel).
- Dorsum Termier (in het zuidoostelijk gedeelte van Mare Crisium, vernoemd naar de Franse geoloog Pierre-Marie Termier).
- Dorsa Tetyaev (in het noordoostelijk gedeelte van Mare Crisium, vernoemd naar de Russische geoloog Mikhail M. Tetyaev).

## Barker's quadrangle
In het zuidoostelijk gedeelte van Mare Crisium, nabij Promontorium Agarum en Mons Usov, meenden vroegere maanwaarnemers een parallellogramvormig gebied te hebben ontdekt, gevormd door een aantal mareruggen. Dat gebied is sindsdien bekend als Barker's quadrangle.

## Debrug van O'Neill
Ten westen van de krater Yerkes (in het uiterst westelijke gedeelte van Mare Crisium) bevinden zich Promontorium Lavinium en Promontorium Olivium. Deze benamingen werden door de selenograaf William Radcliffe Birt (1804-1881) toegevoegd. In juli 1953 meende de Amerikaanse journalist John Joseph O'Neill (1889-1953) van de New York Herald Tribune te midden van beide Promontoria (Lavinium en Olivium) een natuurlijke (of kunstmatige?) brug te hebben ontdekt . Die brug werd Bridge of O'Neill genoemd. Hij ging ervan uit dat de schaduwvorming tussen beide promontoria van een zodanige aard was dat er geen twijfel mogelijk kon zijn. De Welshe maanwaarnemer en selenograaf Hugh Percy Wilkins (1896-1960) deed verder onderzoek om het bestaan van deze maanbrug te bevestigen. Door de komst van de ruimtevaart echter werden alle waarnemingen van de zogeheten Brug van O'Neill van tafel gegooid d.m.v. harde tegenbewijzen verkregen door orbitale maanfotografie met behulp van de Lunar Orbiter sondes. Mede door deze blunder, teweeggebracht door de foutieve waarneming van John J. O'Neill, werd Wilkins's reeks van 96 nieuwe namen voor hoofdzakelijk kraters aan de rand van de voor ons zichtbare kant van de maan niet geaccepteerd door Gerard Kuiper, en blijven Wilkins's namen enkel op een niet-erkende manier verder bestaan, zoals bijvoorbeeld op o.a. de Zwitserse maankaart van Hallwag, ontworpen door Hans Schwarzenbach.

## Het raadselachtige kratertje Curtis (Picard Z)
Ten oosten van de krater Picard, in het zuidelijke gedeelte van Mare Crisium, ligt een klein kratertje dat de benaming Picard Z had gekregen. Na het beeindigen van het Apolloprogramma kreeg het de nieuwe naam Curtis, naar de Amerikaanse astronoom Heber Curtis. Vroegere maanwaarnemers meenden getuige te zijn van vormveranderingen en helderheidsschommelingen in dit kratertje, te vergelijken met identieke verschijnselen die werden waargenomen in de kratertjes Linné, Posidonius Gamma (Posidonius γ) en Werner D. Het antwoord op de vraag wat er precies aan de hand was in deze kratertjes is er nooit gekomen, maar het heeft wel een hele generatie nieuwe maanwaarnemers en onderzoekers doen ontstaan die op zoek gingen naar mogelijke veranderingen op het maanoppervlak, zoals o.a. Patrick Moore en Barbara Middlehurst (zie: Transient Lunar Phenomena, TLP).
- Kratertje Curtis is te zien op Lunar Topographic Orthophotomap 62A2 (LTO-62A2).

## Maankaarten
Kort na het beëindigen van het Apolloprogramma (NASA) werd een reeks gedetailleerde maankaarten gemaakt aan de hand van honderden orbitale hogeresolutiefoto's van het maanoppervlak, genomen tijdens de drie wetenschappelijke missies Apollo 15, Apollo 16 en Apollo 17. Een aantal van deze kaarten tonen kleine en uiterst kleine segmenten van Mare Crisium.